# دائرة الشريعة
دائرة الشريعة  إحدى دوائر ولاية تبسة الجزائرية . عاصمتها هي الشريعة وتضم بلديات :
- الشريعة
- ثليجان